# چار سانتوش‌پور
چار سانتوش‌پور (به لاتین: Char Santoshpur) یک روستا در بنگلادش است که در استان باریسال و در ناحیه باریسال واقع شده است.